# كأس الملك السعودي 1974
كأس الملك السعودي 1974 أو ما يعرف قديماً باسم كأس جلالة الملك 1394 هجرية، هو النسخة السابعة عشر من بطولة كأس خادم الحرمين الشريفين، أقيم النهائي في الرياض على ملعب الملز يوم الجمعة 12 أبريل 1974 الموافق 6 جمادى ثاني 1396 بين نادي النصر ونادي الأهلي وفاز به النصر لأول مرة بنتيجة 1-0. وتسلّم قائد الفريق الكأس من الملك فيصل بن عبدالعزيز آل سعود، الذي حضر البطولة برفقة الأمير سلمان بن عبدالعزيز آل سعود عندما كان أميرًا للرياض آنذاك.

## عن الفريقين
| الفرق المتقابلة | نهائيات جمعت الفريقين حتى تاريخه |
| --------------- | -------------------------------- |
| النصر           | 1974، 1974                       |
| الأهلي          | 1971، 1973                       |

| الجمعة 12 ابريل 1974 نهائي | النصر       | 1–0      | الأهلي | الرياض                                                                                       |
| 15:30 (ت ع م+03:00)        | حسن أبو عيد | [Report] |        | الملعب: ملعب الأمير فيصل بن فهد (الملز) الحضور: الملك فيصل بن عبد العزيز الحكم: محمد المرزوق |

## وصلات خارجية
- من موقع كورة